# Piscine Armand-Massard
 (juillet 2014).
Si vous disposez d'ouvrages ou d'articles de référence ou si vous connaissez des sites web de qualité traitant du thème abordé ici, merci de compléter l'article en donnant les références utiles à sa vérifiabilité et en les liant à la section « Notes et références ».
La piscine Armand-Massard, appelée plus communément piscine Montparnasse, est une piscine située en sous-sol du centre commercial Maine-Montparnasse achevé en 1975, dans le 15e arrondissement de Paris. C'était la piscine phare de l'arrondissement avant la réouverture de la piscine Keller. 
Elle tire son nom d'Armand Massard, un sportif français.

## Bassins
Cette piscine est une piscine couverte à avoir 3 bassins :
- un grand bassin de 33 mètres ;
- un bassin intermédiaire de 25 mètres servant pour l'aquagym et les leçons de natation ;
- un petit bassin pour enfants.